# Christiane Knittel
Christiane Knittel (ur. 17 maja 1982) – niemiecka zapaśniczka walcząca w stylu wolnym. Zajęła ósme miejsce na
mistrzostwach Europy w 2008. Siódma na Uniwersjadzie w 2005. Czwarta w Pucharze Świata w 2007.
Dwukrotna mistrzyni Niemiec w 2011 i 2012; druga w 2002, 2005, 2009 i 2010, a trzecia w 2001, 2004, 2007 i 2008 roku.